# IEEE Computer Society
A Computer Society é um subgrupo da IEEE destinado a questões ligadas aos computadores. É uma sociedade principalmente ligada à ciência da computação, engenharia elétrica e eletrônica. Apoia e organiza diversos congressos ao redor do mundo, além de divulgar e catalogar artigos científicos das áreas citadas.